# Supposed Former Infatuation Junkie
Supposed Former Infatuation Junkie es el cuarto álbum de estudio de la intérprete canadiense Alanis Morissette y el segundo publicado internacionalmente, publicado por Maverick Records el 3 de noviembre de 1998.
El disco presentaba un estilo roquero, post-grunge y más introspectivo, que se servía en sus nuevas canciones de arreglos orquestales, bases electrónicas, pianos y sintetizadores, y mostraba una inclinación por los sonidos folk y orientales. En este álbum, además de la armónica, Morissette tocó el piano y la flauta.
El álbum debutó número uno en el Billboard 200 vendiendo 469.054 copias en su primera semana. La placa estuvo una semana más en el primer lugar hasta caer al octavo lugar en la siguiente. Las ventas del álbum se redujeron lentamente, y luego de 28 semanas ya había salido de la lista del Billboard. En 2011 el álbum ya había vendido 3 millones de copias en los Estados Unidos y 10 millones a nivel mundial.
Los sencillos del álbum fueron "Thank U", "Joining You", "Unsent" y "So Pure".

## Historia
Después del enorme éxito de Jagged Little Pill (1995), Morissette fue considerada una de las más grandes estrellas de la música en todo el mundo, y muchos fans esperaban ansiosos su siguiente álbum. Un álbum oscuro y errante, el misterio de Supposed Former Infatuation Junkie comenzó con su portada, con una imagen de la risa de Alanis y sobre esta el siguiente texto referido a los "Ocho Preceptos" del Budismo.

We ask you to abide

by the following

moral code upon

the premises.

Please refrain from

killing

stealing

sexual misconduct

taking intoxicants

playing music, singing

please dress respectfully.

("Pedimos que respeten el siguiente código moral sobre las premisas: Por favor, absténgase de matar, robar, tener una conducta sexual incorrecta, consumir intoxicantes, reproducir música, cantar, por favor, vístase respetuosamente.")
El álbum fue también un proyecto inusual debido a que incluía algunas canciones sin ganchos o coros, confundiendo a la gente que lo escuchaba. Canciones como "Front Row", "The Couch" y "I was hoping" cuestionaban la tradicional forma de formular las canciones.
Morissette escribió "Thank You" y "Baba" tras su viaje a la India. El protagonista de "Baba" va en peregrinación espiritual a la India, donde encuentra a un gurú que, como muchos guías espirituales hindúes, es conocido como "Baba". La palabra "Baba" significa "padre" en hindú. Morissette abrió la mayoría de sus espectáculos durante esta época con esta canción, y fue incluida como apertura durante sus giras de 2002. Raramente ha sido tocada desde entonces. "Baba" abrió la actuación de Morissette en el show de televisión MTV Unplugged en 1999, pero fue descartada de la edición en CD Alanis Unplugged. Otra versión en directo de "Baba" fue editada en el CD "No Boundaries: A Benefir for the Kosovar Refugees".

## Recepción
El primer sencillo extraído de Supposed Former Infatuation Junkie, "Thank U", fue lanzado a la radio norteamericana en octubre de 1998. Inicialmente tuvo un considerable éxito debido a ser adelanto del álbum, pero algunos críticos y oyentes que habían encasillado a Morissette como una mujer airada, se sorprendieron por la sensación de calma y serenidad de la canción.
Lanzado en noviembre, el álbum debutó como número uno en el Billboard 200 con las mayores ventas en la primera semana de una artista femenina hasta el momento, vendiendo 469.054 copias en los primeros siete días. Mantuvo este récord durante dos años, hasta ser superado el récord de ventas en la primera semana por Britney Spears con su Oops!... I Did It Again que vendió 1,3 millones de copias en 2000. Se mantuvo en el puesto número uno durante una semana más, para después caer hasta el octavo en el que generalmente es un periodo de muchas compras debido a la temporada de vacaciones. Después de pocas semanas fue yendo en declive lentamente, hasta que decayó drásticamente. Tras veintiocho semanas, el álbum había salido del Billboard 200, y hasta septiembre de 2008, ha vendido 2,6 millones de copias en EE. UU., menos de la quinta parte que Jagged Little Pill.
Sin embargo, un sencillo no-oficial fue lanzado en EE. UU., "Joining You" se convirtió en un modesto éxito en el U.S. Modern Rock Tracks Chart; fue lanzado como el segundo sencillo del álbum en Reino Unido y Europa. "Unsent", el segundo sencillo en EE. UU, alcanzó su máximo fuera de las cuarenta primeras posiciones del Billboard Hot 100 de EE. UU. El tercer sencillo "So Pure" entró al top 40 en Reino Unido, así como en la lista de éxitos de algunas radios de EE. UU., aunque no en el Billboard Hot 100. Ninguno de los sencillos despertó un interés significativo en el álbum.
"Thank U" recibió una nominación a los premios Grammy por "Mejor interpretación vocal pop femenina", y "So Pure" fue nominada en la categoría "Mejor interpretación vocal rock femenina". El álbum en sí ganó el premio Juno por "Álbum del año".
Además, Alanis decidió añadir "Can't Not" al álbum. "Can't Not" fue compuesta durante su tour de Jagged Little Pill. Las letras fueron reescritas, fue reproducida y añadida a Supposed Former Infatuation Junkie.

## Lista de canciones
- 1."Front Row" (Morissette, Glen Ballard) – 4:14
- 2."Baba" (Morissette, Ballard) – 4:30
- 3."Thank U" (Morissette, Ballard) – 4:19
- 4."Are You Still Mad" (Morissette) – 4:04
- 5."Sympathetic Character" (Morissette) – 5:13
- 6."That I Would Be Good" (Morissette, Ballard) – 4:18
- 7."The Couch" (Morissette, Ballard) – 5:24
- 8."Can't Not" (Morissette, Ballard) – 4:36
- 9."UR" (Morissette, Ballard) – 3:33
- 10."I Was Hoping" (Morissette, Ballard) – 3:51
- 11."One" (Morissette, Ballard) – 4:41
- 12."Would Not Come" (Morissette, Ballard) – 4:06
- 13."Unsent" (Morissette, Ballard) – 4:10
- 14."So Pure" (Morissette, Ballard) – 2:51
- 15."Joining You" (Morissette, Ballard) – 4:24
- 16."Heart of the House" (Morissette) – 3:47
- 17."Your Congratulations" (Morissette) – 3:55

Australia bonus track
1. "Uninvited" (demo) (Morissette) – 3:04

## Sencillos
| Año  | Sencillo      | Posicionamiento | Posicionamiento | Posicionamiento      | Posicionamiento  | Posicionamiento   | Posicionamiento | Posicionamiento | Posicionamiento |
| Año  | Sencillo      | CAN             | U.S.            | U.S. Hot 100 Airplay | U.S. Modern Rock | U.S. Adult Top 40 | U.S. Top 40/Pop | UK              | AUS             |
| ---- | ------------- | --------------- | --------------- | -------------------- | ---------------- | ----------------- | --------------- | --------------- | --------------- |
| 1998 | "Thank U"     | 1               | 17              | 2                    | 12               | 1                 | 2               | 5               | 15              |
| 1998 | "Joining You" | 40              |                 |                      | 16               |                   |                 | 28              |                 |
| 1999 | "Unsent"      | 9               | 58              | 50                   |                  | 14                | 21              |                 | 85              |
| 1999 | "So Pure"     | 14              |                 |                      |                  | 25                | 38              | 38              |                 |

## Certificaciones y posicionamiento
| Australia     | 2x Platino |
| Austria       | Platino    |
| Bélgica       | Oro        |
| Brasil        | Oro        |
| Canadá        | 4x Platino |
| Europa        | 2x Platino |
| Finlandia     | Oro        |
| Francia       | 2x Oro     |
| Alemania      | Platino    |
| México        | Gold       |
| Países Bajos  | Platino    |
| Nueva Zelanda | 2x Platino |
| Noruega       | Platino    |
| Suiza         | Platino    |
| Reino Unido   | Platino    |
| U.S.          | 3x platino |

| Año  | Lista             | Posición |
| ---- | ----------------- | -------- |
| 1998 | The Billboard 200 | 1        |